# Bernardo Martins Sousa
Bernardo Martins Sousa (Treixedo, 27 marzo 2000) è un calciatore portoghese, centrocampista dell'Ümraniyespor.

## Carriera

### Club
Cresciuto nel settore giovanile dello Sporting Lisbona, esordisce con la seconda squadra il 21 settembre 2020, in occasione dell'incontro del Campeonato de Portugal vinto per 0-1 sul campo dell'Oriental Lisbona. Dopo aver totalizzato 18 presenze e una rete con la seconda squadra dei Leões, il 27 gennaio 2022 viene acquistato dal Chaves. Esordisce in Primeira Liga il 7 agosto successivo, nell'incontro perso per 0-1 contro il Vitória Guimarães.

### Nazionale
Ha rappresentato le nazionali giovanili portoghesi.

## Statistiche

### Presenze e reti nei club
Statistiche aggiornate al 27 agosto 2022.
| Stagione                  | Squadra                   | Campionato                | Campionato | Campionato | Coppe nazionali | Coppe nazionali | Coppe nazionali | Coppe continentali | Coppe continentali | Coppe continentali | Altre coppe | Altre coppe | Altre coppe | Totale | Totale |
| Stagione                  | Squadra                   | Comp                      | Pres       | Reti       | Comp            | Pres            | Reti            | Comp               | Pres               | Reti               | Comp        | Pres        | Reti        | Pres   | Reti   |
| ------------------------- | ------------------------- | ------------------------- | ---------- | ---------- | --------------- | --------------- | --------------- | ------------------ | ------------------ | ------------------ | ----------- | ----------- | ----------- | ------ | ------ |
| 2020-2021                 | Sporting Lisbona B        | CdP                       | 2          | 0          |                 | -               | -               |                    | -                  | -                  |             | -           | -           | 2      | 0      |
| 2021-gen. 2022            | Sporting Lisbona B        | L3                        | 16         | 1          |                 | -               | -               |                    | -                  | -                  |             | -           | -           | 16     | 1      |
| Totale Sporting Lisbona B | Totale Sporting Lisbona B | Totale Sporting Lisbona B | 18         | 1          |                 | -               | -               |                    | -                  | -                  |             | -           | -           | 18     | 1      |
| gen.-giu. 2022            | Chaves                    | LdH                       | 0          | 0          | CP+CdL          | -               | -               |                    | -                  | -                  |             | -           | -           | 0      | 0      |
| 2022-2023                 | Chaves                    | PL                        | 29         | 0          | CP+CdL          | 1+1             | 0               |                    | -                  | -                  |             | -           | -           | 31     | 0      |
| Totale carriera           | Totale carriera           | Totale carriera           | 47         | 1          |                 | 2               | 0               |                    | -                  | -                  |             | -           | -           | 49     | 1      |